# AIDS - Cronaca di una rivoluzione
AIDS - Cronaca di una rivoluzione (How to Survive a Plague) è un documentario del 2012 diretto da David France.
Il film, con regista il giornalista d'inchiesta statunitense David France, ha ricevuto una candidatura ai Premi Oscar 2013 nella categoria miglior documentario.

## Trama
Due movimenti, ACT UP e Treatment Action Group, trasformano l'AIDS da una condanna senza uscita e una condizione da gestire senza formazione scientifica ma solo avendo libero accesso a dei filmati d'archivio.